# Teutobod
Teutobod fut un roi des Teutons, qui avec les Cimbres et les Ambrons, envahit la République romaine durant le IIe siècle av. J.-C.

## Étymologie
Teutobod ou Theutobod est un nom de personne composé des éléments gaulois teuta- (« tribu, peuple ») et boduos (« corneille »), déduit sur la base de la latinisation en Teutoboduus, cependant il s'agit plus probablement de l'adaptation en celtique d'un nom germanique tout comme celui des Teutons, à savoir l'anthroponyme *þeudō-bod, basé sur les éléments *þeudō « peuple » (cf. ancien norrois þjóð, vieux haut allemand thiot, vieux saxon thiad, même sens) et bod « messager, dirigeant » (cf. vieux norrois boði, vieux haut allemand boto, vieux saxon bodo) que l'on retrouve dans l'anthroponyme allemand Siegbod.

## Contexte
Allié aux Ambrons et aux Cimbres de Boio (Boio-rex ou Boio-rix), Teutobod quitta en l'an -120 le Danemark actuel avec son peuple, à la recherche de nouvelles terres, à la suite de la péjoration climatique du IIe siècle avant notre ère.
Après quelques succès contre Rome (qui commençait à s'inquiéter de ces barbares qui auraient pu envahir l'Italie et assiéger la ville) la grande expédition des Ambres et des Teutons s'arrêta dans le sud de la Gaule narbonnaise où Teutobod fut battu près d'Aix-en-Provence en l'an -102 par le général romain Marius.
Les Ambrons y furent décimés. Teutobod, un géant selon la légende, fut capturé et envoyé à Rome comme prisonnier de guerre où il finit probablement esclave ou exécuté.
De nombreuses femmes de son peuple décimé se donnèrent la mort après avoir poignardé leurs enfants pour éviter de devenir esclaves des légionnaires romains (cf. suicide collectif).
Quant aux Cimbres, ils s'aventurèrent dans le nord de l'Italie où ils furent à leur tour sévèrement battus en rase campagne et exterminés. Leur roi Boio fut tué au combat.

## Suites
Bien plus récemment, durant la Renaissance tardive, le nom de « Cimbres » a été repris par les populations germanophones du nord de l'Italie, tandis qu'autour du personnage de Teutobod fut élaborée en France la supercherie de « Theutobocus », en réalité un dinothère fossile.